# Nizami Rayonu
Nizami Rayonu är en kommun i Azerbajdzjan.   Den ligger i distriktet Baku, i den östra delen av landet. Huvudstaden Baku ligger i Nizami Rayonu.
Runt Nizami Rayonu är det i huvudsak tätbebyggt. Runt Nizami Rayonu är det tätbefolkat, med 982 invånare per kvadratkilometer.